# 大瓦爾達赫河
47°45′50.62″N 12°45′9.29″E / 47.7640611°N 12.7525806°E

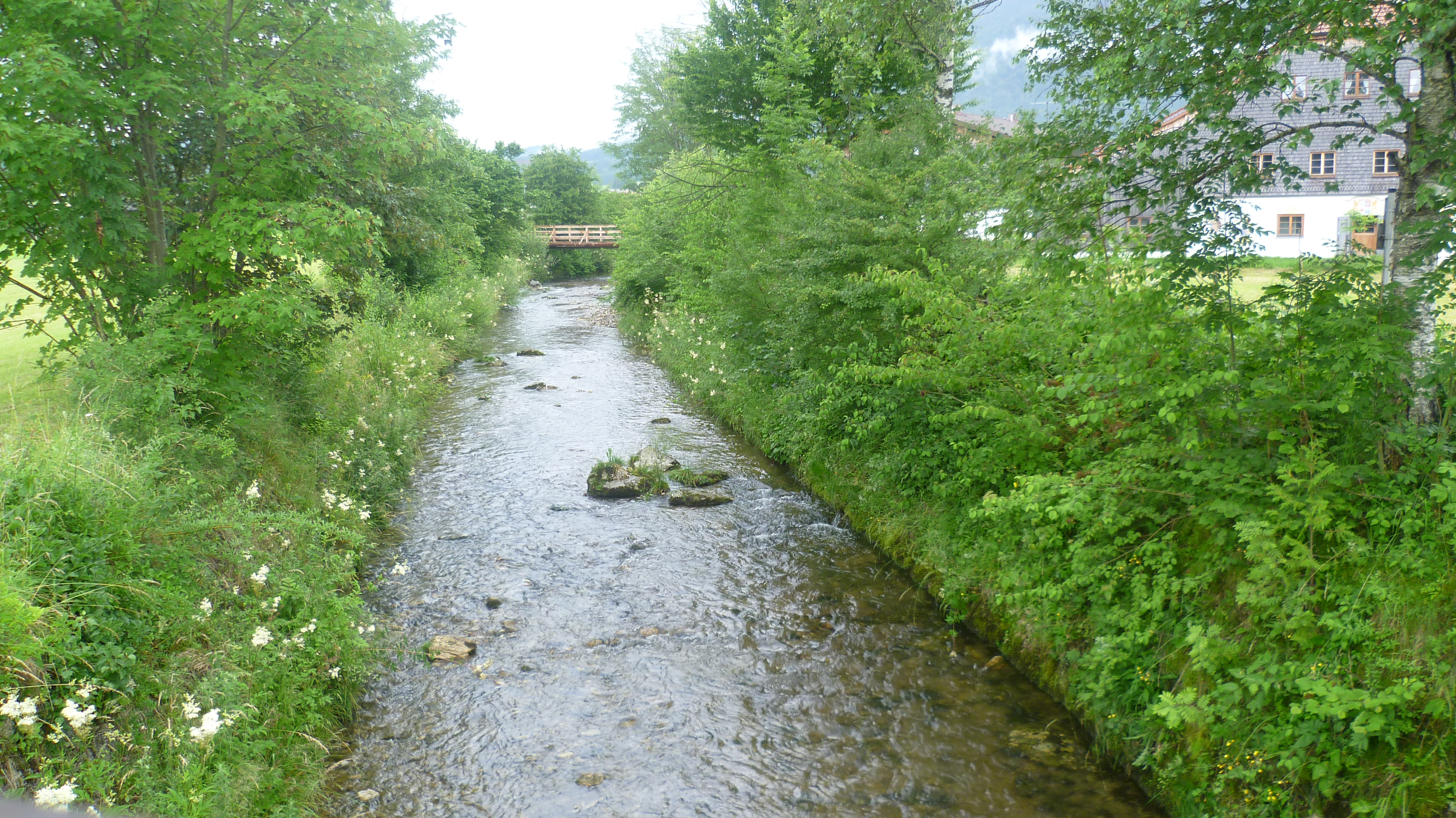

大瓦爾達赫河是德國的河流，位於該國東南部，由巴伐利亞負責管轄，屬於紅特勞恩河的右源，河道全長7.2公里，流域面積15.5平方公里。